# 드라슈티 다미
드라슈티 다미(힌디어: दृष्टि धामी, 1985년 1월 10일 ~ )는 인도의 배우, 모델이다.